# Prunel
La Société des Usines Prunel est un ancien constructeur français d'automobiles,, et de véhicules utilitaires, en activité de 1900 à 1910.

## Histoire de l'entreprise

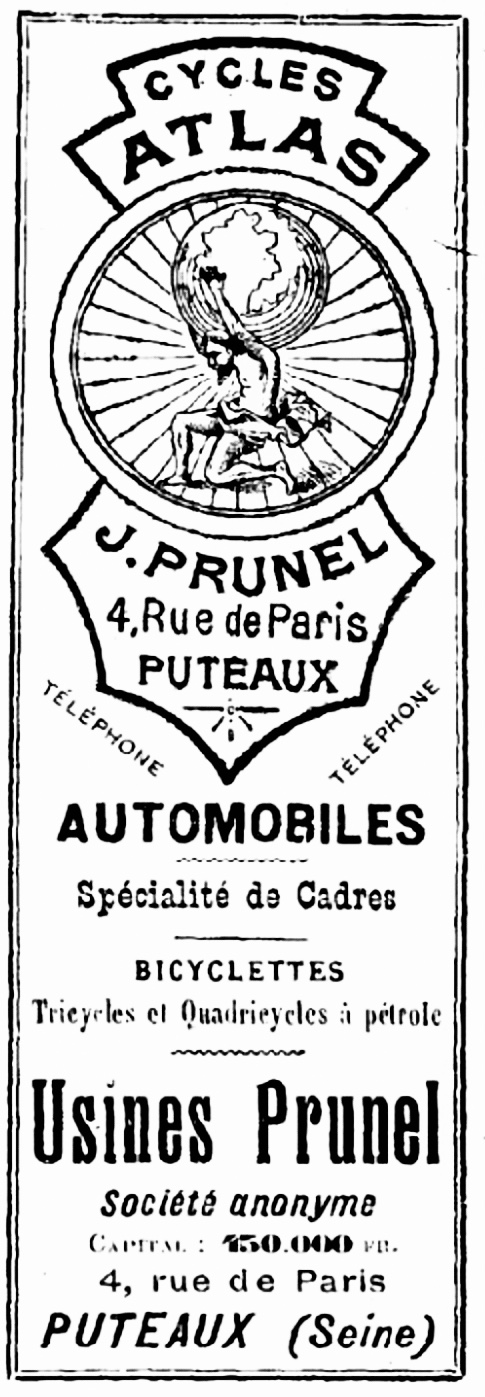
Prunel (1900).

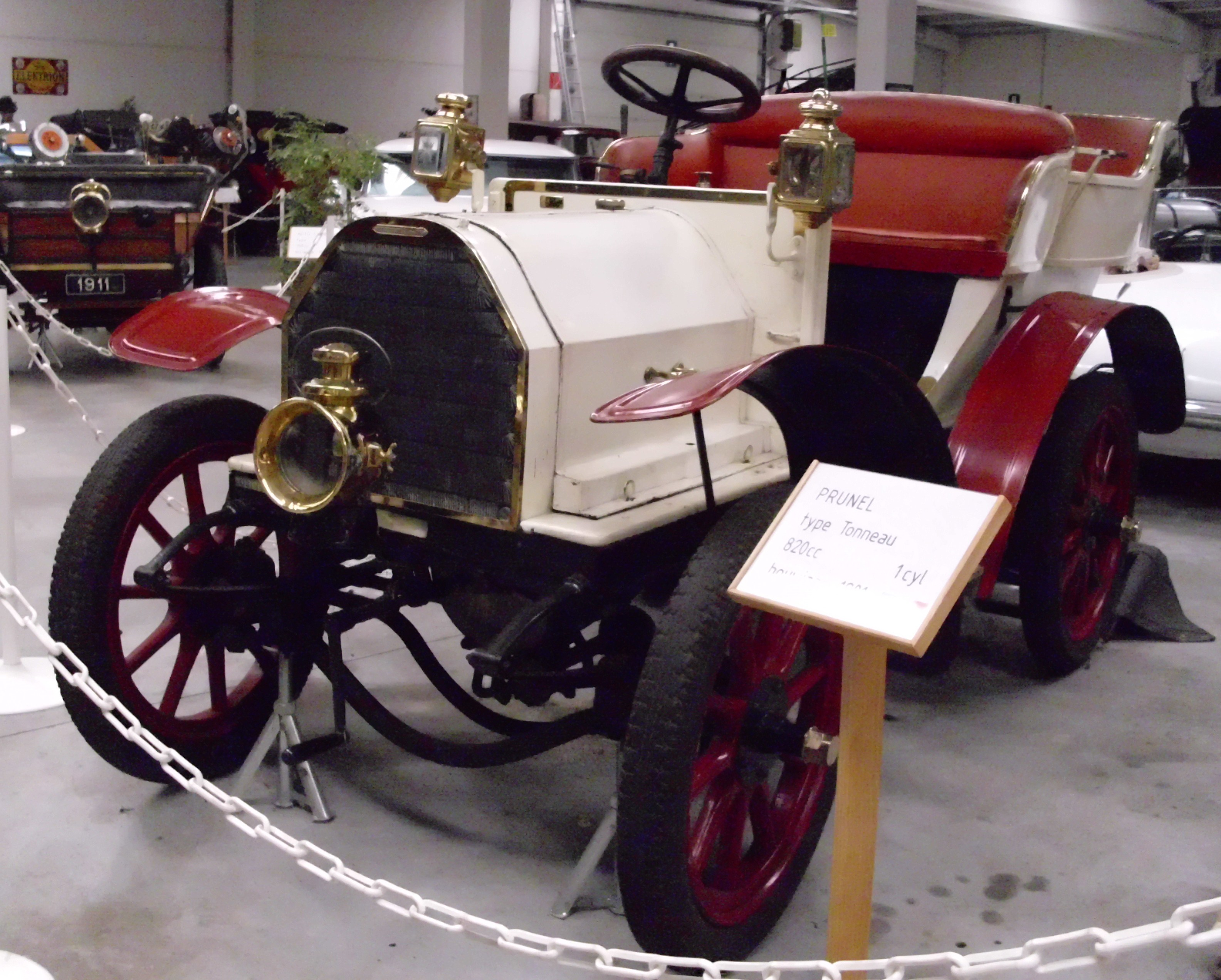
Prunel de 1901.

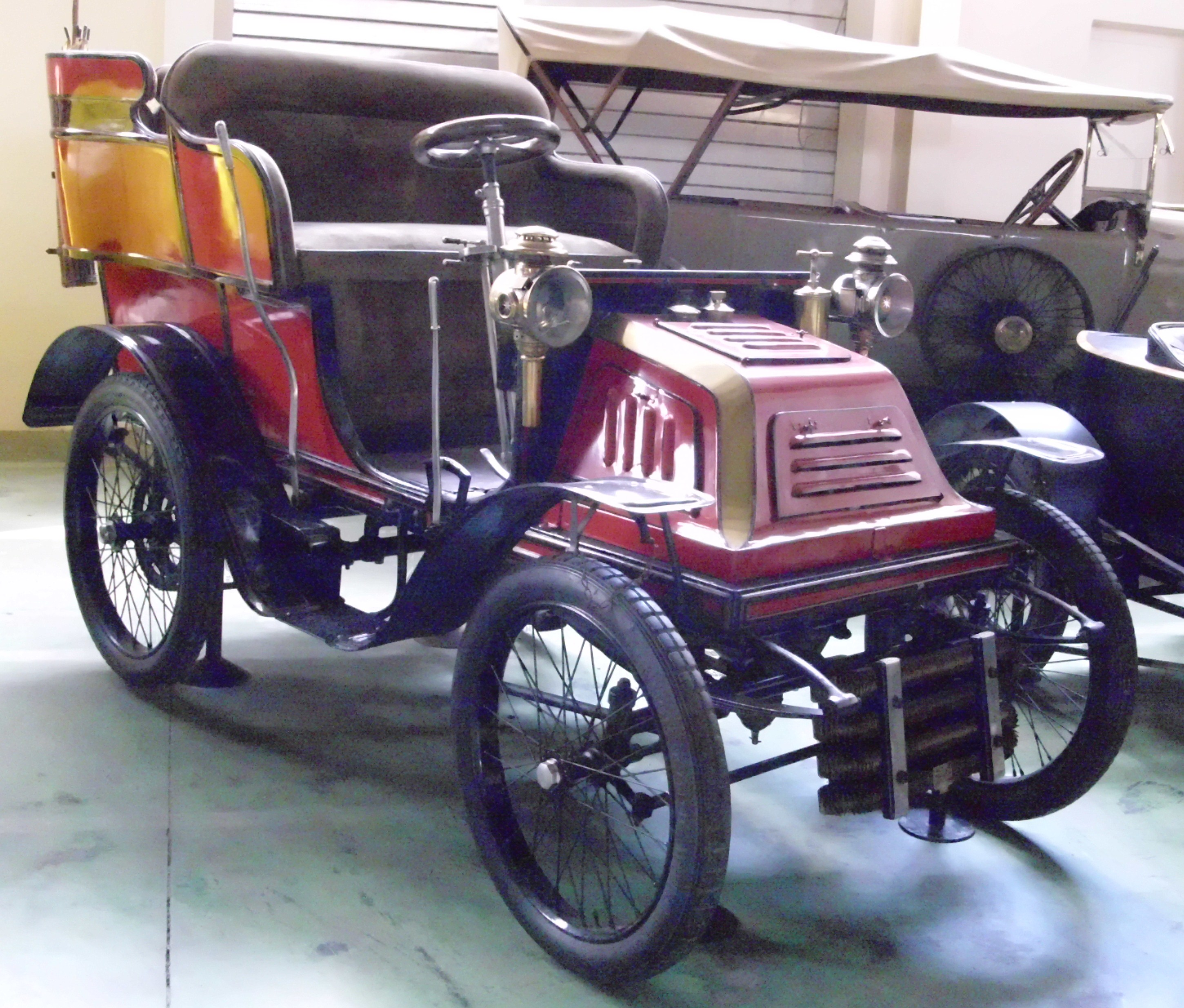
Prunel de 1901.

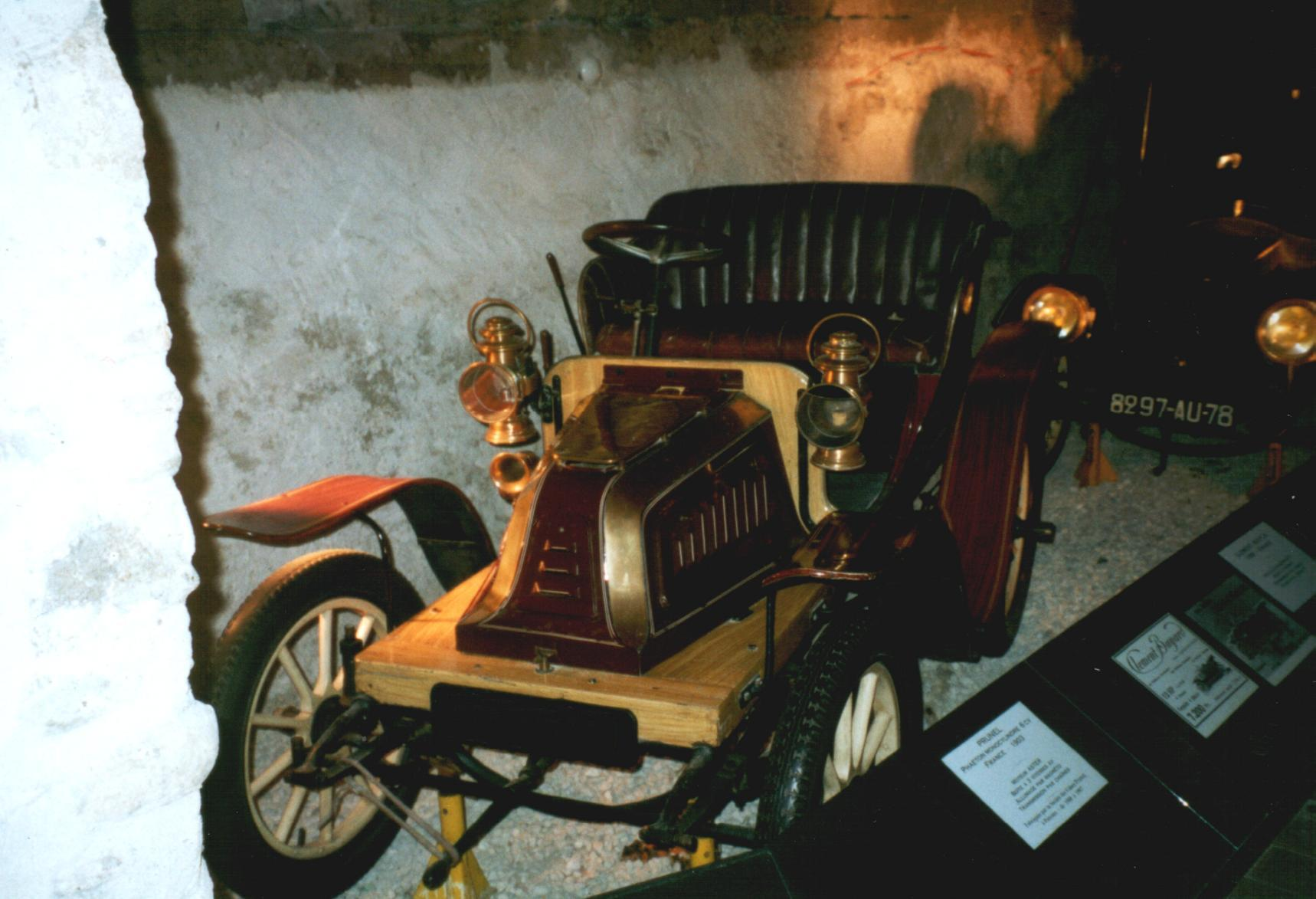
Prunel de 1903.

J. Prunel fonde l'entreprise à Puteaux en 1900 et commence à construire des automobiles. Les noms de marque sont Atlas jusqu'en 1902 et Prunel jusqu'en 1907. Il y a également une collaboration avec Boyer. En Angleterre, les véhicules sont proposés sous le nom de Gnome en 1905, Gracile en 1906 et J.P. en 1907. La production des modèles Prunel prend fin en 1907.
Entre 1906 et 1910, l'entreprise produit des voitures sous la marque Nordenfelt. Après l'arrêt de la production, Phénix reprend les installations de l'usine et produit des automobiles sous la marque Phénix entre 1912 et 1914. 

## Véhicules

### Voitures de tourisme
Les premiers modèles 3 CV et 4 ½ CV possèdent un moteur encastré de De Dion-Bouton et sont commercialisés sous le nom d'Atlas. À partir de 1903, des modèles avec des moteurs d'Aster, Hérald et Pieper deviennent également disponibles. Le modèle à quatre cylindres 20 CV a une cylindrée de 3 800 cm3. À partir de 1904, les modèles 10 CV sont produits, avec un moteur de Gnôme, et 15 CV avec un moteur de Mutel. En 1905, la gamme se compose des modèles à deux cylindres de 1 800 cm3 et 2 250 cm3 de cylindrée et des modèles à quatre cylindres de 3 500 cm3 et 4 900 cm3 de cylindrée. En 1906, le grand modèle 40/50 CV vient s'y ajouter.
Une Prunel participe en 1903 à la course Paris-Madrid de 1903 dans la classe des Voiturettes jusqu'à 400 kg (n° de départ 271) et arrive en 47e position à Bordeaux, où la course est interrompue après de nombreux accidents,.
Des véhicules de cette marque sont exposés au musée de l'automobile ancienne de Reninge, au musée communal de l'automobile Mahymobiles de Leuze-en-Hainaut et au château de Grandson. 

### Véhicules utilitaires

Camion Prunel avec 4,5 tonnes de charge avant le voyage longue distance Paris-Tourcoing en avril 1906.

La production de véhicules utilitaires débute en 1902 avec une camionnette 9 CV à caisse, équipée de moteurs De Dion-Bouton ou Aster au choix et d'une transmission par chaîne. En 1906, la production est suivie par un modèle à quatre cylindres 30/33 CV avec entraînement par chaîne. Il s'agit probablement du moteur d'un camion d'une charge utile de 3 tonnes. Un véhicule de ce type, chargé de 4,5 tonnes, participe à la course de longue distance Paris-Tourcoing pour véhicules utilitaires en avril 1906. Cette course, à laquelle il est le plus rapide, était liée au Concours des véhicules industriels à Paris. Prunel utilise également ce châssis pour des autobus à impériale, dont certains sont exportés vers la Grande-Bretagne. Un exemplaire est mentionné dans la description du Cordingley Motor Show d'avril 1906. Il s'agit d'une manifestation concurrente de l'exposition automobile de l'Olympia à Londres ; Charles Cordingley était le fondateur et l'éditeur de plusieurs revues spécialisées, dont le Motor Car Journal.
Au Salon de Paris à l'automne 1906, le nom de la marque pour les véhicules utilitaires est changé en U.D.P.X., un acronyme pour « Usines de Puteaux ». Enfin, un nouveau moteur à quatre cylindres de 35 ch, conçu par Paul List, est introduit pour 1907 et peut également fonctionner au gaz. Les U.D.P.X. existent en version à conduite normale ou frontale et en autobus ; toutefois, la production s'arrête après environ un an. Il est toutefois assez probable que des camionnettes basées sur des voitures particulières soient restées disponibles.